# Toni Markić
Toni Markić (ur. 25 października 1990 w Ljubuškim) – bośniacki piłkarz występujący na pozycji obrońcy we włoskim klubie AS Bisceglie. W swojej karierze grał także w takich zespołach jak Borac Banja Luka, Široki Brijeg, Zrinjski Mostar, Olimpic, KuPS, Zawisza Bydgoszcz i Cibalia Vinkovci. Były reprezentant Bośni i Hercegowiny do lat 21.

## Sukcesy

### Borac Banja Luka
- Puchar Bośni i Hercegowiny: 2009/10